# Третье правительство Каи Каллас
Правительство Каи Каллас (эст. Kaja Kallase valitsus) — коалиционное правительство Эстонии под председательством Каи Каллас (Партия реформ), сформированное по результатам парламентских выборов 5 марта 2023 года. Назначено президентом Аларом Карисом 17 апреля. В правительственную коалицию входят Партия реформ, получившая помимо должности премьер-министра шесть мест, а также Социал-демократическая партия и «Эстония 200», получившие по три места в правительстве.
Свои посты сохранили министр обороны Ханно Певкур, министр внутренних дел Лаури Ляэнеметс и министр социальной защиты Сигне Рийсало.

## Состав правительства
| Должность                               | Министр         | Фото | Партия                        |
| --------------------------------------- | --------------- | ---- | ----------------------------- |
| Премьер-министр                         | Кая Каллас      |      | Партия реформ                 |
| Министр иностранных дел                 | Маргус Тсахкна  |      | Эстония 200                   |
| Министр климата и окружающей среды      | Кристен Михал   |      | Партия реформ                 |
| Министр образования и науки             | Кристина Каллас |      | Эстония 200                   |
| Министр финансов                        | Март Вырклаэв   |      | Партия реформ                 |
| Министр экономики и цифровых технологий | Тийт Рийсало    |      | Эстония 200                   |
| Министр обороны                         | Ханно Певкур    |      | Партия реформ                 |
| Министр внутренних дел                  | Лаури Ляэнеметс |      | Социал-демократическая партия |
| Министр социальной защиты               | Сигне Рийсало   |      | Партия реформ                 |
| Министр здравоохранения                 | Рийна Сиккут    |      | Социал-демократическая партия |
| Министр юстиции                         | Калле Лаанет    |      | Партия реформ                 |
| Министр регионального развития          | Мадис Каллас    |      | Социал-демократическая партия |
| Министр культуры                        | Хейди Пурга     |      | Партия реформ                 |